# カナダの風力発電
風力は、特にプレーリーファームでカナダには何十年もの歴史がある。2016年12月現在、風力発電能力は11.898GWでありカナダの電力需要の6%を占めている。カナダ風力エネルギー協会は2025年までに55GWに達しエネルギー需要の20%を満たすという風力エネルギーの将来戦略を概説している。

## ウィンドファーム設備容量

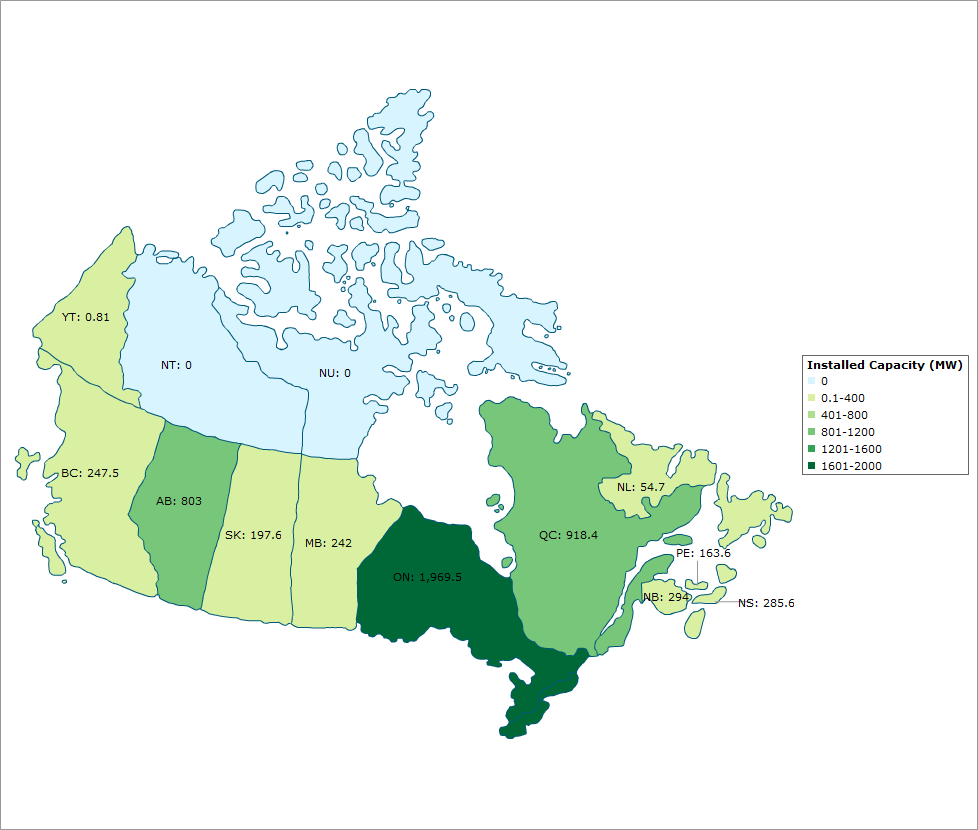
2012年1月現在の州ごとの風力発電容量

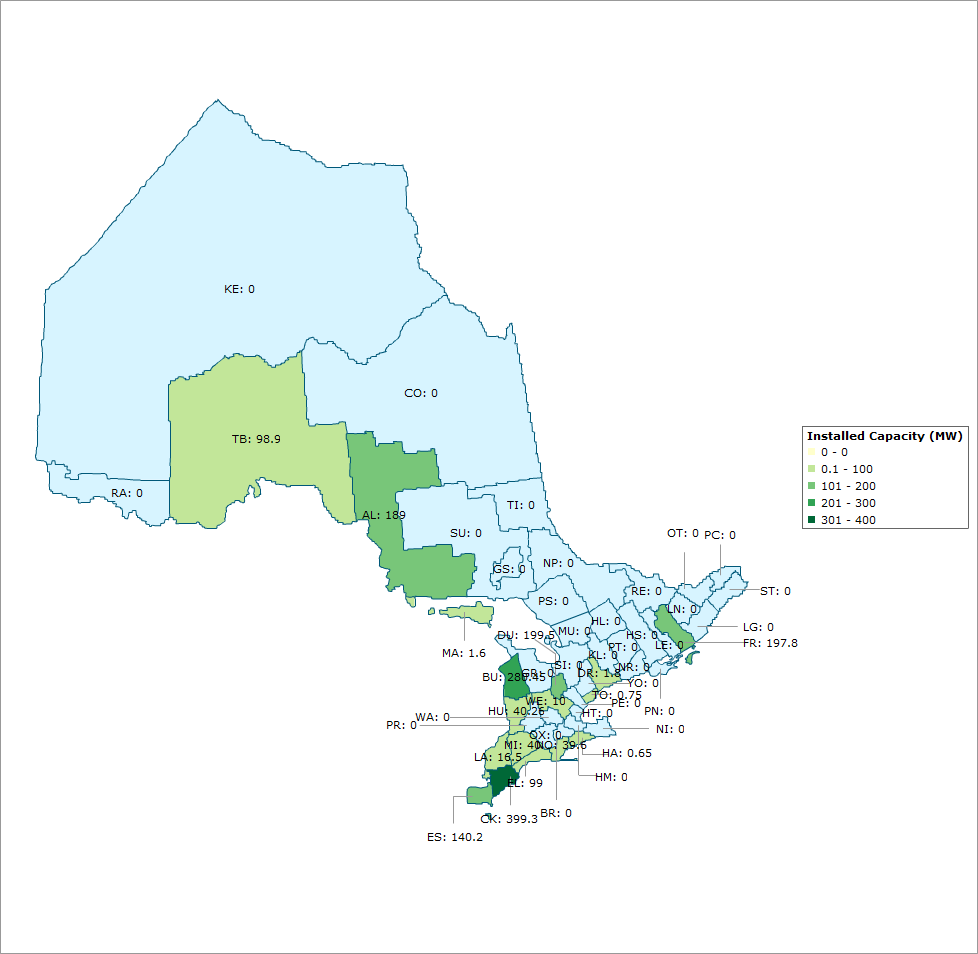
2012年現在のオンタリオ州の風力発電容量

| 州/準州                              | 2017年12月の設備容量(MW) |
| ------------------------------------ | ------------------------ |
| アルバータ州                         | 1479                     |
| ブリティッシュコロンビア州           | 698                      |
| マニトバ州                           | 258                      |
| ニューブランズウィック州             | 294                      |
| ニューファンドランド・ラブラドール州 | 55                       |
| ノースウエスト準州                   | 9.2                      |
| ノバスコシア州                       | 610                      |
| オンタリオ州                         | 4900                     |
| プリンスエドワードアイランド州       | 204                      |
| ケベック州                           | 3510                     |
| サスカチュワン州                     | 221                      |
| ユーコン準州                         | 0.8                      |
| 計                                   | 12,239                   |

## 時系列
2011-2015
追加の2,004メガワットの風力が2011年から2015年の間にケベック州で生産される予定である。新エネルギーはキロワット時ごとに10.5セントの費用がかかり「高い競争力がある」と表現される。
2009
ブリティッシュコロンビア州では2009年11月にベア・マウンテン・ウィンドパークが完成し、風力発電をグリッドに加える最後の州となった。人口増加に伴い、カナダは一部の州での水力発電への重い依存や化石燃料を燃やす火力発電所への従来通りの依存からエネルギー供給を分散させ多様化する方法として、風力発電をみなしてきた。ノバスコシアのように再生可能エネルギー源からの電力量がたった12%の地域では、風力エネルギープロジェクトの開発はいくつかの管轄区域が欠いている電気の安全対策を提供するであろう。ブリティッシュコロンビアの場合、風力エネルギーは州が2010年代に直面している電力不足の解決や再生可能エネルギー源を使用しない可能性のある他の管轄区域からの電力輸入への依存軽減に役立つであろう。
1990年代
風力エネルギーの初期開発は主にオンタリオ州、ケベック州、アルバータ州で行われた。アルバータ州は1993年にカナダで最初の商業用風力発電所を建設した。1990年代後半から21世紀初頭にかけてカナダ各州は自らの州のエネルギーグリッドを補完する風力発電を推進してきた。

## 風力ハイブリッドプロジェクト
主要電力グリッドに貢献するものはWind-DieselとWind-Hydrogenがある。カナダの1つの例としてはニューファンドランド・ラブラドールのRameaであり、初めはWind-Dieselシステムを使用したが、現在ではWind-Hydrogen技術に変えている。

## 風力発電産業
カナダの産業は風力塔プロジェクトの主要部品の供給を始めた。三菱日立パワーシステムズカナダ(Mitsubishi Hitachi Power Systems Canada, Ltd.)がその一例である。

## 世論

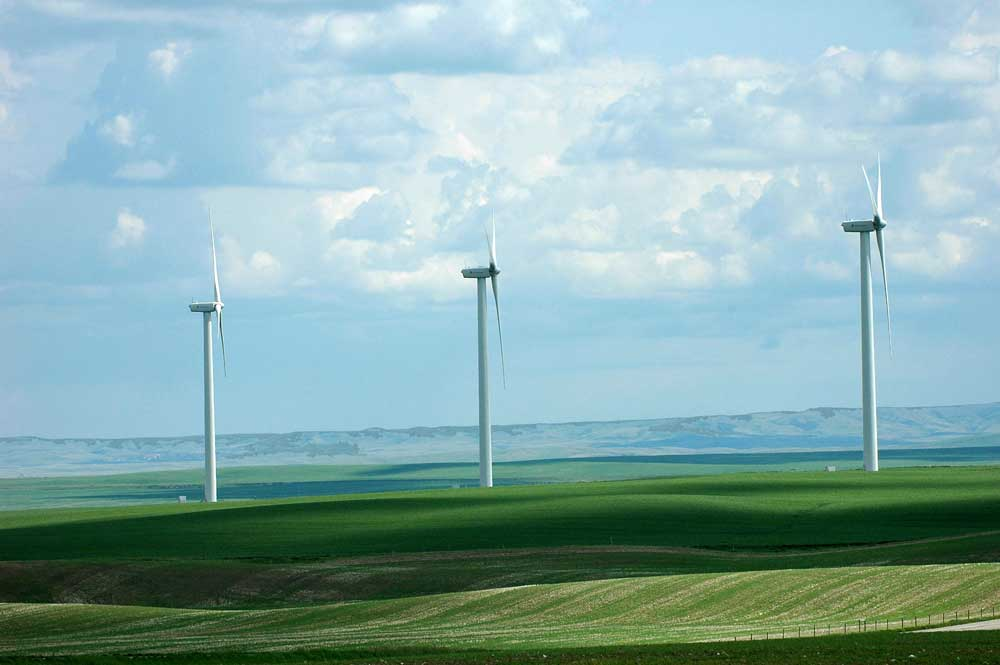
アルバータ州MagrathにあるMagrath Wind Farm

2007年10月のAngus Reid Strategiesによる調査では、89%の回答者が風力や太陽光などの再生可能エネルギー源を使うことは、環境にいいのでカナダにとってプラスとなると言っている。信頼できず高価である可能性があるという理由から再生可能エネルギー源を使うのはマイナスと考えるのはわずか4%であった。
2007年4月のSaint Consultingによる調査によると、風力発電はカナダの将来の発展のための公的支援を得られる可能性の高い代替エネルギー源であり、このタイプのエネルギーに反対するのはわずか16%であった。それとは対照的に、4人に3人は原子力開発に反対していた。
全体として風力発電の概念に対する一般的支持は前述の通りであるものの、主に視覚・光汚染、騒音、不動産価格の減少を心配する現地住民からの反対がしばしば存在する。風力タービンの建設は自らの土地に風力タービンを許可するための支払いを受けた土地所有者が近所への風車の影響に無関心な売り手とみなされるため、農村地帯へマイナスの影響を与える。大衆による反対は場合によっては風車の建設を中止するか遅らせるという望んだ効果を得ている。この反対はNIMBY主義の事例として説明される。
オンタリオでは風力エネルギーと高電力コストの関連性が事態を複雑化している。グリーンエネルギー法に起因する水力価格の上昇により、多くのオンタリオ住民はプロパンや木材の燃焼などニーズに合った代替エネルギー源に目を向けている。
カナダのいくつかのウィンドファームは所有者にとっては驚くことではあるが観光名所になっている。

## 提案されている将来戦略

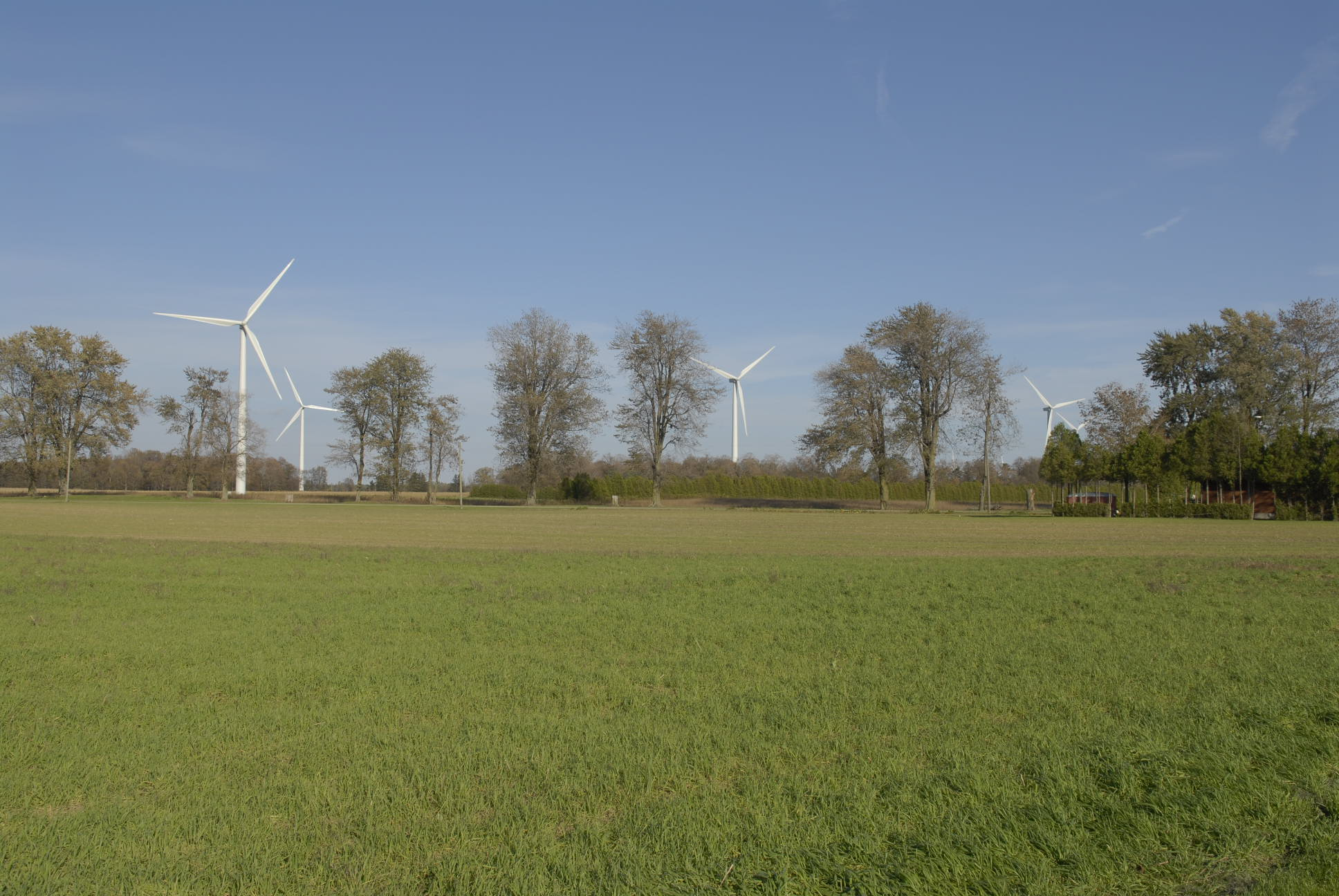
オンタリオのPort Burwell Wind Farm

### crown landのウィンドファーム
いくつかの農村地域はアルバータ州が企業に対してリースしたCrown landに風力発電所を開発する権利を与えることを望んでいる。

### 2025年のビジョン
2008年、非営利の業界団体であるカナダ風力エネルギー協会(CanWEA)は、2025年までに55,000MWに達し国のエネルギー需要の20%を達成する風力エネルギーの将来戦略を概説した。計画、Wind Vision 2025は5万人以上の雇用を創出し、年間売り上げ約1億6500万カナダドルに相当する可能性がある。もし達成されればCanWEAの目標は同国を風力発電部門の主要プレーヤーにし790億カナダドルの投資を創出することになる。また、年間17メガトンの温室効果ガス排出量を削減することができる。

## 現在の支援計画

### オンタリオの大規模再生可能調達(LRP)
LRPはオンタリオ州の設備容量の約50%を占める再生可能エネルギーの2025年の目標達成に向けた同州のコミットメントの重要ツールである。容量10MW以上のプロジェクトは価格競争のオークションを通じて20年の契約を得る権利を持つ。
- LRP I: 2016年4月に締結。299.5の陸上風力発電契約が結ばれた。
- LRP II: 2016年7月29日に見積り依頼(RFQ)とともに発足した。600MWまでの陸上風力と、50MWの既存の再生可能エネルギー施設の技術的改良を割り当てることを目的としている。しかし、この段階は2016年9月27日に中断された。